# Серебряная ладья (соревнования)
Серебряная ладья — соревнования по легковому автокроссу и ралли-кроссу, проводящиеся в Тольятти.

## История
Гонки дебютировали в 1973 году. Это были первые в стране соревнования в таком виде спорта как легковой автокросс, до этого легковые автомобили уже участвовали в автокроссовых состязаниях Советского Союза (с 1950 года), но вперемешку с внедорожниками. В 1973-1975 годах гонка «Серебряная Ладья» считалась ралли-кроссовой.
За годы своего существования соревнования приобрели в Тольятти статус городского праздника, традиционно проходящего в День машиностроителя, на который часто съезжаются гонщики со всей России. Собирается большое число зрителей, до 80 тысяч. Заезды проводятся спортивно-техническим клубом «Лада» и проходят на автодроме Корпуса вспомогательных цехов ПАО «АВТОВАЗ» в Тольятти.
Традиционно главным призом «Серебряной Ладьи» был автомобиль, предоставляемый спонсором соревнований — заводом АвтоВАЗ.
Некоторое время «Серебряная Ладья» являлась одним из этапов чемпионата России по автокроссу. В 2000-х трасса была переделана под ралли-кроссовую, но в 2013 году произошло возвращение к автокроссовому варианту. На этой трассе в течение года проходят и другие автомобильные соревнования, в том числе на автомобилях багги.
Одна из особенностей «Серебряной Ладьи» в том, что подавляющее большинство гонок было выиграно местными, тольяттинскими пилотами, несмотря на то, что в числе участников всегда много сильных иногородних гонщиков. Например, по состоянию на 2000 год только двоим гостям удавалось увезти из Тольятти главный приз. В 1983 году это смог сделать заводской пилот Ижевского автозавода Александр Грайф, а первым победителем-«частником» стал казанец Ирек Миннахметов в 2000-м.